# エステバン・デ・ヘスス
エステバン・デ・ヘスス（Esteban De Jesus、1951年8月2日 - 1989年5月12日）は、プエルトリコの男性プロボクサー。カロリーナ出身。身長164cm。元WBC世界ライト級王者。
世界3階級王者ウィルフレド・ベニテスのジムメイトであり、ベニテスの父親にトレーニングを受けた。
ボクシングを始めた当初からコカインとヘロインを使っていた事を告白している。

## 来歴
1969年2月10日、17歳でプロデビュー。
1971年7月24日、20戦目でプエルトリコライト級王座を獲得した。
1971年12月10日、26戦目でアントニオ・ゴメスと対戦し、10回判定負けでプロ初黒星となった。
1972年11月17日、WBA世界ライト級王者ロベルト・デュランとノンタイトルマッチで対戦。初回に左フックでダウンを奪うなど優勢に試合を進め、10回判定勝ち。デュランは34戦目にして初黒星となった。
1973年2月16日、NABF北米ライト級王座を獲得した。
1974年3月16日、WBA世界ライト級王者ロベルト・デュランとタイトルマッチで再戦し、11回KO負けで世界王座獲得ならず。
1975年5月17日、WBA世界ジュニアウェルター級王者アントニオ・セルバンテスに挑戦し、15回判定負けで2度目の世界王座挑戦も実らず。
1976年5月8日、WBC世界ライト級王者ガッツ石松に挑戦し、15回判定勝ちで世界王座を獲得した。
1977年2月12日、バズソー山辺と対戦し、6回KO勝ちで2度目の防衛に成功した。6月24日、ビセンテ・サルジバルと対戦し、11回KO勝ちで3度目の防衛に成功した。
1978年1月21日、WBA世界ライト級王者ロベルト・デュランとWBC&WBAの王座統一戦を行い、12回KO負けでWBC王座4度目の防衛に失敗した。
1980年7月7日、WBC世界ジュニアウェルター級王者ソウル・マンビーに挑戦し、13回TKO負けで王座獲得ならず。この試合が最後の試合となった。
1980年の感謝祭の日にプエルトリコでコカインを摂取後、交通トラブルとなった17歳の少年を撃ち殺し、殺人罪で終身刑を宣告される。1984年に刑務所内でキリスト教徒になる。
1985年、麻薬で注射針を共有したことのある人物がAIDSで死亡したことを知り、ヘススが検査を受けると末期のAIDSであることが判明する。その後、恩赦を受け自宅に戻ると、ライバルであったロベルト・デュラン、チェオ・フェリシアーノ、オーランド・セペダなどの有名人がヘススの元に訪れた。
恩赦を受けた1か月後の1989年5月12日死亡。37歳没。

## 獲得タイトル
- 第13代WBC世界ライト級王座（防衛3度）